# Јури Шулман
Јуриј Шулман (блр. Юрый Маркавіч Шульман; рођен 29. априла 1975. године у Минску, Белорусија, бивши СССР) је белоруско-амерички шаховски велемајстор. Ожењен је шахисткињом Викторијом Ни.

## Шаховска каријера
Шулман је почео званично да тренира са Тамаром Головеј када му је било шест година. Отишао је на студије код интернационалног мајстора Алберта Капенгута у узрасту од 12 година, а касније је био под вођством велемајстора Бориса Гељфанда. Стекао је титулу велемајстора у 1995. години. Шулман се преселио у САД у 1999. години да би студирао на универзитету Тексас у Даласу, троструком победнику на националном првенству колеџа..
Шулман је завршио студије на државној академији спорта, Белорусија, и има диплому у области рачунарских наука и специјализацију у области финансија на Универзитету Тексас у Даласу.
Шулман је постао један од водећих америчких играча шаха након пресељења у земљу. Борио се за прво место  у 2001. години на Светском опену, учествовао 2006. године на Шаховском првенству САД, био победник 2006. Отвореног првенства САД у шаху. Шулман се борио за треће место 2007. на Шаховском првенству САД и квалификовао се 2007. за ФИДЕ светско првенство. Победио је 21. маја 2008. на Шаховском првенству САД. Борио се за прво место 25. маја 2010. године на Шаховском првенству САД у Сент Луису за прво место, али је изгубио у тај-брејку у убрзаном шаху од велемајстора Гате Камског, који је постао шампион САД. Претходно је играо у сада угашеној америчкој шаховској Лиги, за јаку екипу Сент Луис архиепископа, чији играч је био и Хикару Накамура.

## Значајни резултати у шаху
- 1994 - Национални првак Белорусије, награда Врхунски спортиста Републике Белорусије, члан Белоруског шаховскгј олимпијског тима од 1994–1998
- 1998 - првак Белорусије
- 1995 - Јуниорски Шампион Европе
- 1995 - постао међународни Велемајстор,
- 2000 - Поделио прво место Отвореног првенства САД, Шампион државе Тексас, и победник Меморијала Колтановски
- 2001 - је ушао у првих 100 шахиста света, и ко-победник Отвореног светског првенства
- 2002 - Поделио прво место Отвореног првенства Америке
- 2004 - Поделио 3. место на првенству САД
- 2005 - Шампион државе Илиноис, Ко-победник Миленијумског шаховског фестивала, и квалификовао се у 1/16 Светског купа (Ханти Мансијск, Сибир)
- 2006 - Победник 107. Отвореног првенства САД у шаху (Чикаго, Илиноис, САД), Првенства САД у шаху (Сан Дијего, Калифорнија, САД), и тренер женског олимпијског тима САД (4. место) (Торино, Италија)
- 2006 - Поделио прво место Позивног велемајсторског турнира Универзитета Тексас у Даласу
- 2007 - Борио се за 3. место на првенству САД и квалификовао се за ФИДЕ светско првенство 2007. (Стилвотер, Оклахома, САД)
- 2007 - Борио се за 1. место на Отвореном првенству Чикага 2007. године (Чикаго, Илиноис, САД). Вадим Милов је победио у брзопотезном плеј-офу и постао званични првак.
- 2008 - освојио првенство САД у шаху
- 2010 - Поделио прво место на првенству САД у шаху, заузевши другу позицију у тај брејку против Гате Камског.
- 2011 - Поделио прво место на првенству САД у шаху, заузевши другу позицију у тај брејку против Гате Камског.

## Међународна шаховска школа Јури Шулман
Шулман је суоснивач Јуриј Шулман Међународне школе шаха: https://web.archive.org/web/20120226200552/http://shulmanchess.com/ Шулман и његов суоснивач Риши Сети користе шах као средство за добротворне сврхе. У 2006. и 2007. године ово је укључивало посете службама у заједници, издвајање дела прихода од кампова и турнира за непрофитне организације широм света.
Он сада подучава шах у Барингтону, Илиноис како у свим школама тако и у његовој кући.

## "Шах без граница" - волонтерска организација
У мају 2007. године, Шулман је званично постао суоснивач непрофитне организације"Шах без граница" са Риши Сетијем кроз коју настаљају  своје волонтерске активности. Он сада живи у Барингтону, Илиноис држећи наставу шаха за децу која иду у школу у подручју 220 и у његовој кући.